# Haselhof (Neukirchen-Balbini)
Haselhof ist ein Ortsteil des Marktes Neukirchen-Balbini im Landkreis Schwandorf des Regierungsbezirks Oberpfalz im Freistaat Bayern.

## Geographie
Haselhof liegt 3 Kilometer nordwestlich von Neukirchen-Balbini, 3 Kilometer südwestlich von der Staatsstraße 2040. Nordwestlich von Haselhof erhebt sich die 490 Meter hohe Albenrieder Höhe.

## Geschichte
Haselhof wurde ab 1885 als amtlich benannter Ortsteil der Gemeinde Egelsried aufgeführt. Im Zuge der Gebietsreform in Bayern wurde 1972 die Gemeinde Egelsried aufgelöst und nach Neukirchen-Balbini eingemeindet.
Während alle anderen Gemeindeteile der ehemaligen Gemeinde Egelsried zur Pfarrei Penting gehören, wurde Haselhof der Pfarrei Neukirchen-Balbini zugeordnet. 1997 hatte Haselhof 6 Katholiken.

## Einwohnerentwicklung ab 1885
| Jahr | Einwohner | Gebäude |
| ---- | --------- | ------- |
| 1885 | 8         | 1       |
| 1900 | 11        | 1       |
| 1913 | 6         | 1       |
| 1925 | 6         | 1       |
| 1950 | 7         | 1       |
| 1961 | 10        | 1       |
| 1970 | 10        | k. A.   |
| 1987 | 5         | 1       |
| 2011 | 7         | k. A.   |

## Tourismus
Durch Haselhof führen der Goldsteig, der Oberpfalzweg und der Oberpfälzer Seenland-Radweg.